# Puig Neulós
De Puig Neulós is een 1256 meter hoge berg in de Oostelijke Pyreneeën in Catalonië, op de grens van Spanje en Frankrijk. De berg vormt het hoogste punt van het Alberamassief, maar is ondanks zijn hoogte van 1256 meter slechts elf kilometer verwijderd van de kust. De Puig Neulós vormt aldus een van de meest oostelijke bergen van de Pyreneeën.
De top ligt op de grens van de gemeentes Laroque-des-Albères, Sorède en La Jonquera.
Vanaf de col du Perthus leidt een verharde weg naar de top van de berg. Deze weg is voor motorvoertuigen enkel toegankelijk voor militair gebruik. Op de top van de berg staan enkele zendmasten.
Het grootste deel van de zuidelijke flank maakt deel uit van het natuurreservaat Paratge Natural d'Interès Nacional de l'Albera.

## Toponymie
Puig Neulós is een Catalaanse naam die bewaard is gebleven zoals deze in het Frans is. Puig komt van het Latijnse podium en betekent ‘puy’ en duidt een ronde top of berg aan. Neulós is analoog aan het Franse “nébuleux” in de zin van “bedekt met wolken”. Een vermelding van deze top vinden we in een tekst uit 1322 in de Latijnse vorm Podio Nebuloso, die dezelfde betekenis heeft4.
IGN-kaarten geven puig Neulós1 aan, of de enigszins Franse vorm pic Neulos5. We vinden in de literatuur ook de Franse vorm die overeenkomt met de Noord-Catalaanse uitspraak: Néoulous.

## Geografie

### Topografie
De Puig Neulós, gezien vanaf de Coll de l'Aranyó (899 m). De steile rots op de bergkam rechts van de top is de Roc du Midi (Roc del Migdia, 872 m).
Dit onderdeel is leeg, onvoldoende gedetailleerd of onvolledig. Uw hulp is welkom! Hoe doe je ?
Beneden, op een lijn van bergkammen, ligt de Roc du Midi, goed zichtbaar, en in het westen de Roc Fouirous, een op het zuidwesten gerichte rots.

## Geschiedenis
De grenscommissie, waar Spaanse en Franse afgevaardigden zitting hebben, ontving een klacht van de Spaanse staat over de route van de grenspalen van Puig Neulós. Het zou een paar meter zijn gewijzigd door de constructie van de Franse relaisantenne. Het geschil is nog steeds niet opgelost6.